# Бугнон, Артур
Артур Бугнон (фр. Arthur Bougnone; род. 20 ноября 2000, Яунде) — камерунский футболист, полузащитник белорусского клуба «Слуцк».

## Карьера
В 2021—2023 годах играл за таджикистанский клуб высшей лиги «Файзканд».
27 марта 2024 года подписал контракт с казахстанским клубом «Шахтёр» Караганда. 30 марта 2024 года в матче против клуба «Туран» дебютировал в чемпионате Казахстана (0:2), выйдя на замену на 71-й минуте вместо Роджера Каньяса.
3 августа 2024 года перешёл в белорусски клуб «Слуцк». 17 августа 2024 года в матче против клуба «Днепр» Могилёв дебютировал в чемпионате Белоруссии (3:2).

## Клубная статистика
| Игровая карьера | Игровая карьера    | Игровая карьера | Лига | Лига | Кубок | Кубок | Межд. | Межд. | Др. | Др. |
| --------------- | ------------------ | --------------- | ---- | ---- | ----- | ----- | ----- | ----- | --- | --- |
| 2021            | Файзканд           | А               | 23   | 1    | —     | —     | —     | —     | —   | —   |
| 2022            | Файзканд           | А               | 19   | 1    | —     | —     | —     | —     | —   | —   |
| 2023            | Файзканд           | А               | 20   | 1    | —     | —     | —     | —     | —   | —   |
| 2024            | Шахтёр (Караганда) | А               | 8    | 0    | 2     | 0     | —     | —     | —   | —   |
| 2024            | Слуцк              | А               | 9    | 0    | —     | —     | —     | —     | —   | —   |